# Solitude (vrijheidsstrijdster)

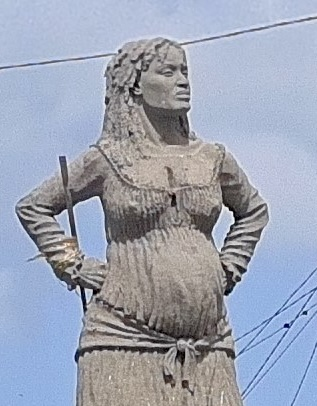
Close-up van het standbeeld van Solitude in Les Abymes, Guadeloupe

Solitude (circa 1772-1802) was een verzetsheldin in de strijd tegen de slavernij in de Franse  kolonie Guadeloupe. Ze is het onderwerp van legendes en een symbool van het verzet van vrouwen tegen slavernij in de geschiedenis van het eiland. Hoewel er weinig documentatie is over Solitude, wordt ze beschouwd als een belangrijke leider van de opstand die leidde tot de slag van Matouba. De slag van Matouba was gericht tegen het herinvoeren van de slavernij in Guadeloupe door Napoleon Bonaparte in 1802.

## Vroege leven
Het vroege leven van het meisje dat later bekend werd als  Solitude, wordt door veel bronnen als onbekend beschouwd. Er wordt aangenomen dat Solitude het uit verkrachting geboren kind was van een Franse zeeman op een slavenschip dat haar moeder van Afrika naar het Caribisch gebied bracht. Haar moeder stierf toen ze acht jaar oud was. 
Vanwege haar gemengde etnische afkomst werd ze "de vrouwelijke Mulatto" genoemd. Omdat ze een lichte huid en lichtkleurige ogen had, kreeg ze huishoudelijk werk en hoefde ze niet op het veld te werken. 

## Opstand
Onder invloed van de idealen van de Franse revolutie (vrijheid, gelijkheid en broederschap) was slavernij in de Franse koloniën afgeschaft in 1794. Toen Napoleon Bonaparte eind 1799 aan de macht kwam, wilde hij de slavernij opnieuw invoeren (via de wet van 20 mei 1802: “Loi sur la traite des noirs et le régime des colonies du 20 mai 1802”). 
Solitude sloot zich aan bij de marrons van Louis Delgrès, een zwarte gemeenschap die zich al eerder had bevrijd van de slavernij. De groep trok zich terug in de heuvels van Guadeloupe. Joseph Ignace, een officier die een verzet had georganiseerd in Pointe-à-Pitre, sloot zich eveneens bij hen aan.
Drie maanden zwanger van haar metgezel Maïmoun, een marron die kort daarvoor uit Afrika in Guadeloupe was aangekomen en gewapend met een pistool, nam Solitude deel aan alle gevechten, evenals Marthe-Rose, de partner van Louis Delgrès. Na een nederlaag tegen de Franse soldaten, had de groep van ongeveer 400 strijders zich teruggetrokken in een gebouw met vaten pistoolpoeder in Matouba. Toen het leger daar op 28 mei 1802 binnenviel, lieten ze het gebouw exploderen. Slechts enkele van de marronstrijders overleefden de explosie waaronder Solitude. 

## Executie
Solitude werd met de andere overlevenden gevangen genomen door het Franse leger en veroordeeld tot de dood. Vanwege haar zwangerschap werd haar executie uitgesteld zodat haar kind na geboorte door de kolonisten als slaaf kon worden verkocht. Op 28 november 1802 werd haar zoon geboren en bronnen geven aan dat Solitude de volgende dag, op 29 november 1802, werd geëxecuteerd.

## Herdenking en eerbetoon

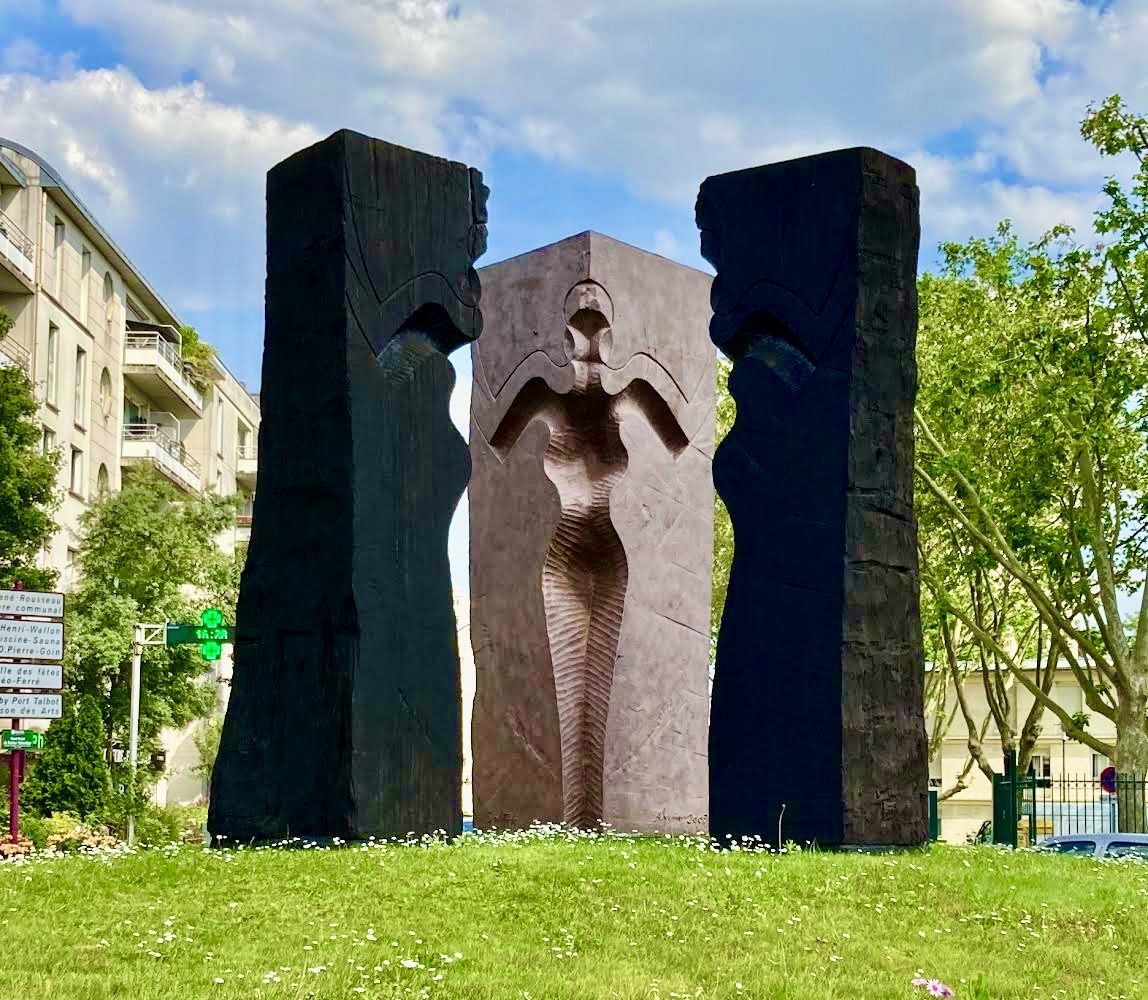
«Solitude, monument aux esclaves resistants» in Bagneux, Frankrijk uit 2007 van de Franse beeldhouwer Nicolas Alquin

Het boek Historie de la Guadeloupe van Auguste Lacour, een onderzoek naar de administratieve archieven over de opstand van 1802, is de enige historische bron die melding maakt van Solitude.
Het verhaal van Solitude is alom bekend in het Caribisch gebied en Frankrijk en veel kunstenaars en organisaties hebben haar leven geëerd. Ze wordt op tal van manieren herdacht omdat ze de strijd van vrouwen tegen de slavernij symboliseert.
In 1972 publiceerde André Schwarz-Bart het boek La Mulâtresse Solitude, een roman over het leven van Solitude en haar moeder Bayangumay (in het Nederlands vertaald als Mulattin Solitude in een vertaling van Eveline van Hemert, Meulenhoff, 2002). Veel van wat mensen weten over het leven van Solitude komt uit deze roman. De roman wordt desondanks niet beschouwd als een historische bron, maar eerder als een werk van historische fictie en veronderstellingen. 
Ter herdenking van de slavernij en de slavenhandel werd in 1999 een beeld van Jacky Poulier op de ‘’Héros aux Abymes Boulevard’’ in Guadeloupe geplaatst.
Een ander herdenkingsmonument werd in 2007 onthuld in Bagneux, Hauts-de-Seine in de regio Île-de-France. Het beeld is gemaakt van iroko, een soort hardhout uit Afrika geschonken door de chief van het dorp Beoua in Ivoorkust na een rituele ceremonie. Dit monument is het eerste gedenkteken dat is opgedragen aan alle slaafgemaakten die zich tegen de slavernij hebben verzet, zegt de beeldhouwer Nicolas Alquin.

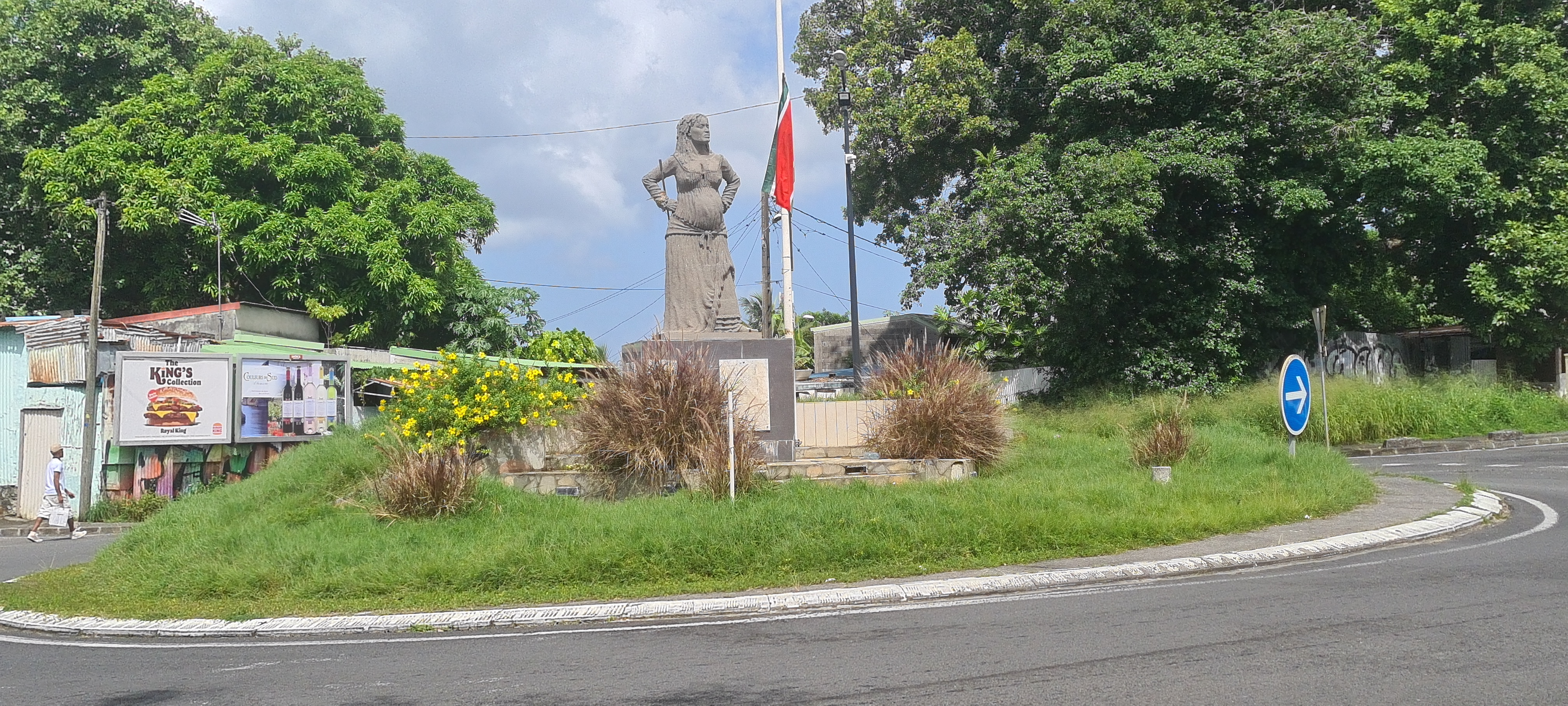
Kruispunt Guadeloupe Les Abymes de Lacroix, op de boulevard des Héros 2

Solitude was de inspiratie voor een muzikale komedie gecomponeerd door Pascal Vallot, een Franse componist-interpreteur van Guadeloupe. 
De stad Ivry-sur-Seine besloot in 2011 om een nieuwe weg de naam "Alle de la mulâtresse Solitude" te geven. De weg werd in 2014 geopend als onderdeel van een huisvestingsproject.
In Guadeloupe is in de stad Les Abymes een straat vernoemd naar Solitude: La rue Mulâtresse-Solitude.
Solitude is de hoofdpersoon in de roman Spigaoù van Guadelouper Frédéric Lesgrands-Terriens uit 2019.

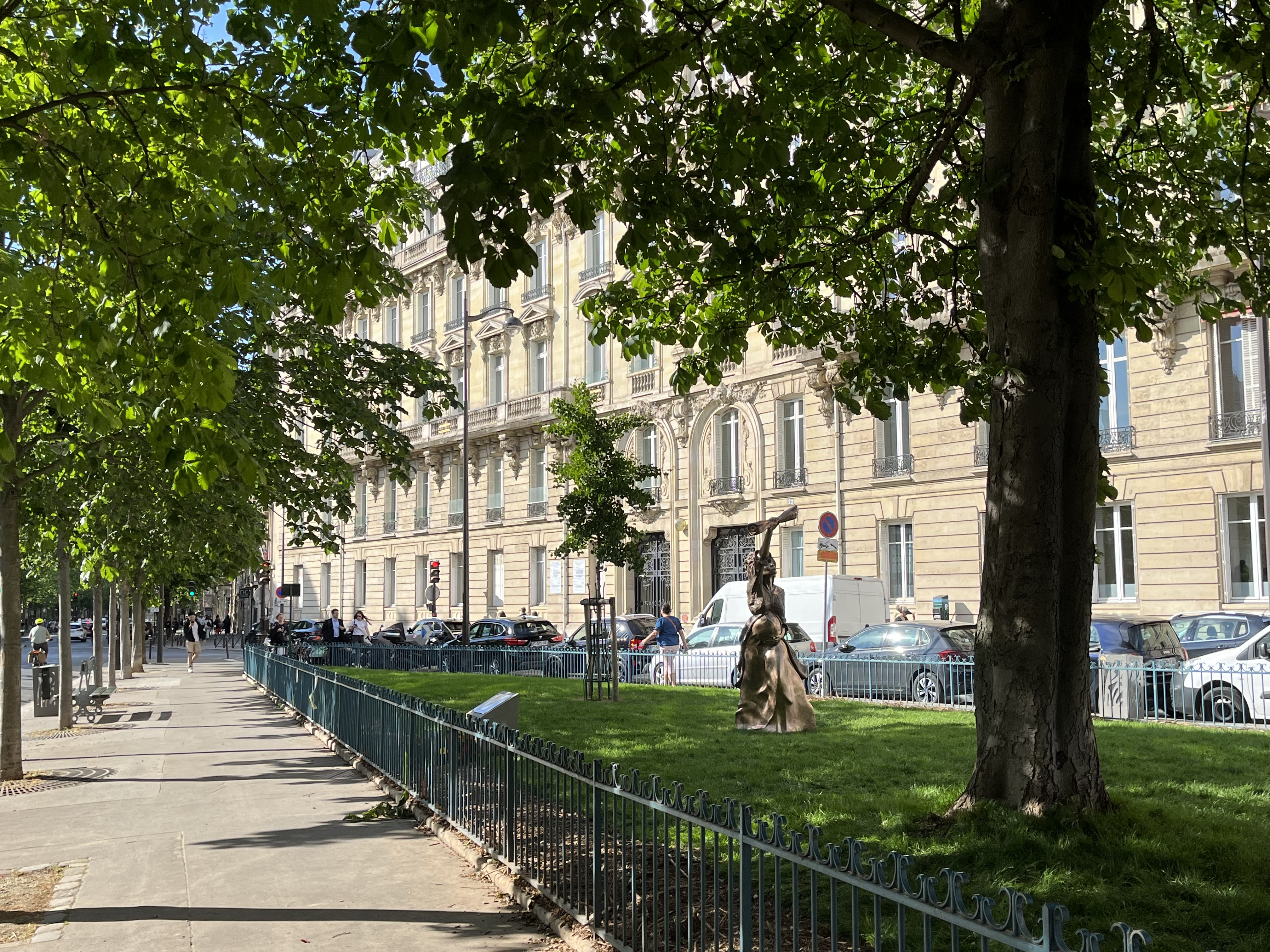
Jardin Solitude Parijs 2022

Op 26 september 2020 werd het "Jardin Solitude" (Solitude Garden) geopend door Anne Hidalgo, burgemeester van Parijs en Jacques Martial, voormalig directeur van Mémorial ACTe (museum over slavernij op Guadeloupe) en afgevaardigde adviseur van de raad van bestuur van buitenlandse territoria van Parijs. Het park werd geopend op de noordelijke gazons van de Place Général-Catroux in het 17e arrondissement. Op 10 mei 2022 werd er een standbeeld van Solitude, ontworpen door kunstenaar Didier Audrat, onthuld, ter gelegenheid van de Nationale Dag van de herinnering aan de afschaffing van de slavenhandel en de slavernij. Dit is het eerste standbeeld van een zwarte vrouw in Parijs (een van de slechts 40 standbeelden van vrouwen onder de duizend standbeelden die in de stad zijn te vinden).
Guadeloupe Solitude, zoals ze ook wel wordt genoemd, wordt mogelijk opgenomen in het Franse Pantheon dat de herinnering eert aan bewonderenswaardige Franse burgers.
In mei 2022 herdacht het Franse postbedrijf La Poste Solitude met een postzegel genaamd Solitude v. 1772-1802. 
Op 10 mei 2023 opende Vitry-sur-Seine de Esplanade de la Mulâtresse-Solitude tijdens de nationale herdenkingsdag voor de afschaffing van de slavenhandel en slavernij.